# Naikdes
Els naikdes (singular naikda) o nayaks (singular nayak) és una tribu de l'Índia als Panch Mahals, a l'antiga agència de Rewa Kantha (a la riba del riu Kantha). El seu origen és incert i les tradicions populars en donen dos de possibles: el primer diu que eren descendents de musulmans nobles i mercaders de Champaner que es van refugiar a la jungla quan la ciutat va entrar en completa decadència al segle XVI; la segona diu que eren descendents de l'escorta que el raja de Biglan va enviar al raja de Champaner.
En general són de petita altura, fins i nerviosos, actius i que aguanten el cansament, de color fosc, ulls foscos, cares quadrades i característiques irregulars, però també dropos, malgastadors i borratxos i sovint endeutats; els caps vesteixen com els rajputs o els kolis, els homes vesteixen actualment com els indis i les dones amb saris de colors blau fosc o vermell; les dones porten arracades de llautó, collars de grans i braçalets de coure groc, similars als ornaments de les dones bhils; els homes no porten res o algunes vegades arracades de llautó. El seu menjar principal és moresc i a vegades arròs; de carn poden menjar de tot excepte ase, corb i serp, i mengen formigues, esquirols i mones; uns mesos a l'any, si se'ls acaba el gra, mengen fruites i arrels de la jungla; els agraden les begudes fetes amb el mahud i a les festes beuen excessivament. Són considerats una casta baixa i evitats per altres castes superiors; quan treballen ho fan generalment de peons o llenyataires; alguns cultiven la terra i tenen bous i aparells per llaurar però molts altres només utilitzen la terra a la manera tradicional, cremant una zona als costats d'un turó i sembrant entre la cendre.
No tenen gaire respecte pels bramans i no accepten fàcilment els ritus hinduistes i les seves festes. Adoren esperits i fantasmes; posen pals a terra i al damunt i formen una mena de rostre humà; sobre aquests pals i posen llet i una cosa roja a manera de sang i a l'entorn petites figures d'argila.
Les seves cerimònies principals i gairebé úniques són els casaments i els funerals. les vídues es poden tornar a casar però llavors no es fa cap cerimònia. No es barregen amb cap altra casta o tribu.